# Christanne de Bruijn
Christanne de Bruijn (Tilburg, 16 augustus 1986) is een Nederlands actrice en zangeres.

## Biografie
De Bruijn studeerde in 2009 af aan het Fontys Conservatorium, afdeling Muziektheater in Tilburg. Van oktober 2011 tot januari 2013 vertolkte zij de rol van Nessarose in de musical Wicked. Vanaf februari 2013 speelde zij de rol van de verlegen non Maria Roberta in de musical Sister Act. Daarna speelde zij de rol van Jeanne van Woerkom in de voorstelling Moeder, ik wil bij de Revue. In de biografische film De Dirigent speelt zij de hoofdrol Antonia Brico.

## Theater
- Richard III (Orkater, 2010–2012) – de jonge Elizabeth
- Wicked (Joop van den Ende Theaterproducties, 2011–2013) – Nessarose
- Sister Act (Joop van den Ende Theaterproducties, 2013–2014) – Zuster Maria Roberta
- Moeder, ik wil bij de Revue (Joop van den Ende theaterproducties, 2014–2015) – Jeanne van Woerkom
- Dolfje Weerwolfje (Rick Engelkes Producties, 2017) – Mevrouw Krijtjes
- A New Brain (De Kernploeg, 2017) – Rhoda
- Amélie (Morssinkhof Terra Theaterproducties, 2021) – Amélie Poulain

## Film en TV
- De meisjes van Thijs (2010)
- Moordvrouw (2012)
- De Dirigent (The Conductor) (2018)[1]